# Buffle marron

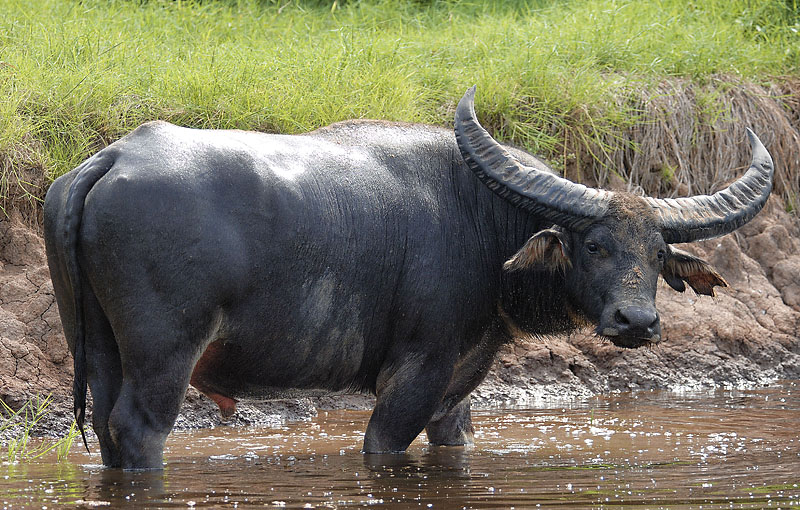
Un buffle marron à Corroboree Billabong, en Australie.

Un buffle marron est un Buffle domestique (Bubalus bubalis ) qui est retourné à l'état sauvage ou semi-sauvage par le phénomène du marronnage. Il ne doit pas être confondu avec le Buffle sauvage d'Asie (B. arnee), qui est l'ancêtre sauvage de ce dernier.
Le buffle marron peut avoir côtoyé des êtres humains ou bien être né loin d'eux, de sorte que la différence entre lui et un individu domestique proprement dit n'est pas génétique mais uniquement éthologique, c'est-à-dire liée à son mode de vie. Dans certaines régions où le buffle n'est pas une espèce d'origine indigène, les populations marronnes ont proliféré et peuvent poser de graves problèmes environnementaux, devenant même par endroits une espèce envahissante.

## Référence
1. ↑  (en) Aaron M. Petty, Patricia A. Werner, Caroline E. R. Lehmann, Jan E. Riley, Daniel S. Banfai et Louis P. Elliott, « Savanna responses to feral buffalo in Kakadu National Park, Australia », Ecological Monographs, Société américaine d'écologie, vol. 77, no 3,‎ août 2007, p. 441-463 (DOI 10.1890/06-1599.1, lire en ligne [PDF], consulté le 3 décembre 2018).